# Parmaturus macmillani
Parmaturus macmillani är en haj i familjen rödhajar i ordningen gråhajartade hajar som återfinns i djupa vatten på de lägre kontinentalmarginen runt norra Nya Zeeland. Hajen blir upp till 47 centimeter.
Hajen är en liten, sällsynt djupvattenshaj och endast lite är känt om den. Arten dyker till ett djup av 1350 meter.
Några exemplar hamnar som bifångst i fiskenät. Populationens storlek är okänd. IUCN listar Parmaturus macmillani med kunskapsbrist (DD).